# トヨタ神戸自動車大学校
専門学校トヨタ神戸自動車大学校（せんもんがっこうトヨタこうべじどうしゃだいがっこう）は、兵庫県神戸市にある専修学校。
国土交通大臣指定自動車整備士養成校。
設置者は、学校法人トヨタ神戸整備学園。

## 設置学科
- 自動車整備科　2年制
- 高度自動車科　4年制
- エキスパートエンジニア科　4年制
- ショールームスタッフ科　2年制
- 国際自動車整備科 （留学生）3年制

## 所在地
- 神戸市西区学園東町

## 沿革
- 1992年9月 - 学校法人トヨタ神戸整備学園設立認可
- 1993年4月 - 関西自動車整備専門学校として開校
- 1997年9月 - 校章を制定
- 2003年4月 - 一級自動車整備科開設
- 2004年4月 - トヨタ神戸整備専門学校に改称
- 2007年4月 - トヨタ神戸自動車大学校に改称。高度自動車科開設
- 2019年4月 - ショールームスタッフ科開設
- 2020年4月 - 国際自動車整備科（開設
- 2024年4月 - エキスパートエンジニア科開設